# Nissan Pivo
Der Nissan Pivo ist ein Konzeptauto des Automobilherstellers Nissan, das 2005 auf der Motorshow in Tokio vorgestellt wurde. Das Design schuf Takashi Murakami. Dieses 2700 mm lange, 1600 mm breite und 1660 mm hohe Auto sollte in Zukunft in den städtischen Ballungsgebieten eingesetzt werden. Seine Kraft bekommt es von zwei Elektromotoren, die nach Belieben alle vier Räder einzeln antreiben können. Das Bemerkenswerteste an dem Konzeptauto ist die Fahrgastkabine, die sich um 360 Grad drehen lässt, um Parklücken so einfach wie möglich verlassen zu können. Eine große Schiebetür gibt den Bereich im Fahrzeuginneren mit drei Sitzplätzen für Passagiere frei. Der Pivo ist mit technischen Neuheiten wie einem Telematiksystem ausgestattet, um die Audioanlage nur noch mit einfachen Handauf- oder Handabbewegungen zu steuern.

## Pivo 2

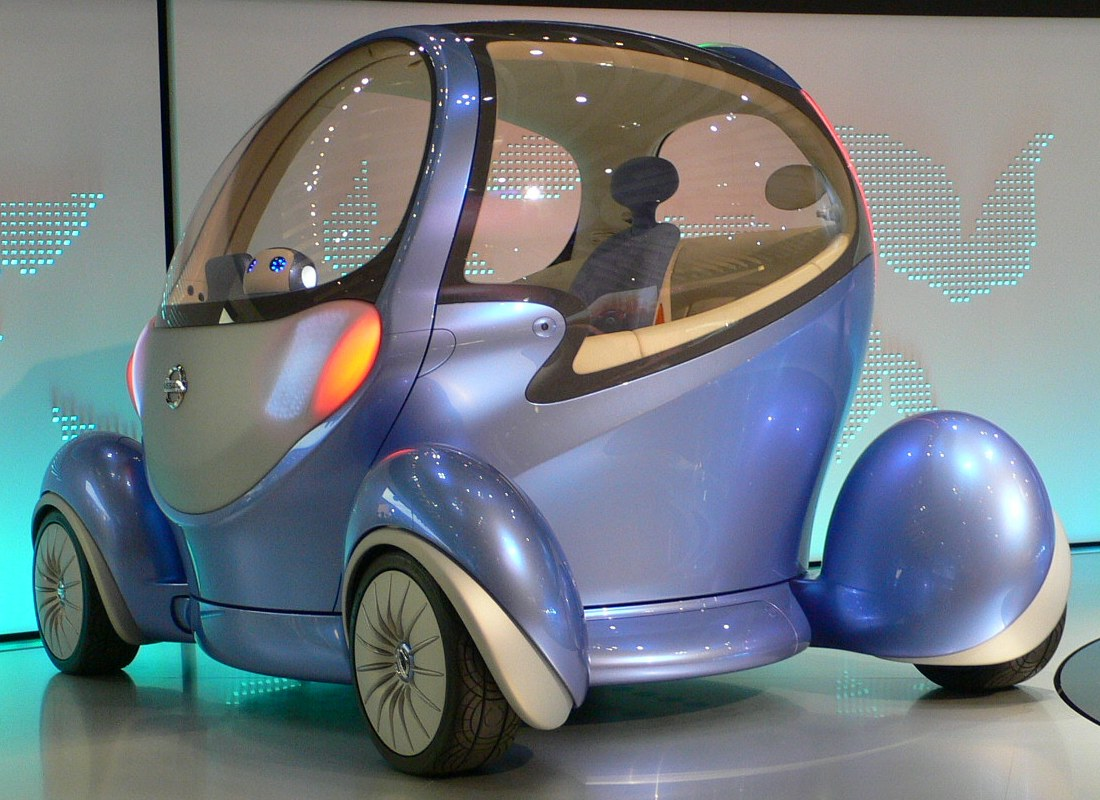
Nissan Pivo 2007

Auf der Tokyo Motor Show 2007 wurde der Nachfolger vorgestellt. Er soll noch mehr Leistung und weiterentwickelte Techniken bieten. Er hat zum Beispiel einen Rundum-Monitor und ein Abstandskontrollsystem. Ansonsten bietet er die gleichen Ausstattungen und Motoren wie der Pivo 2005.

## Pivo 3

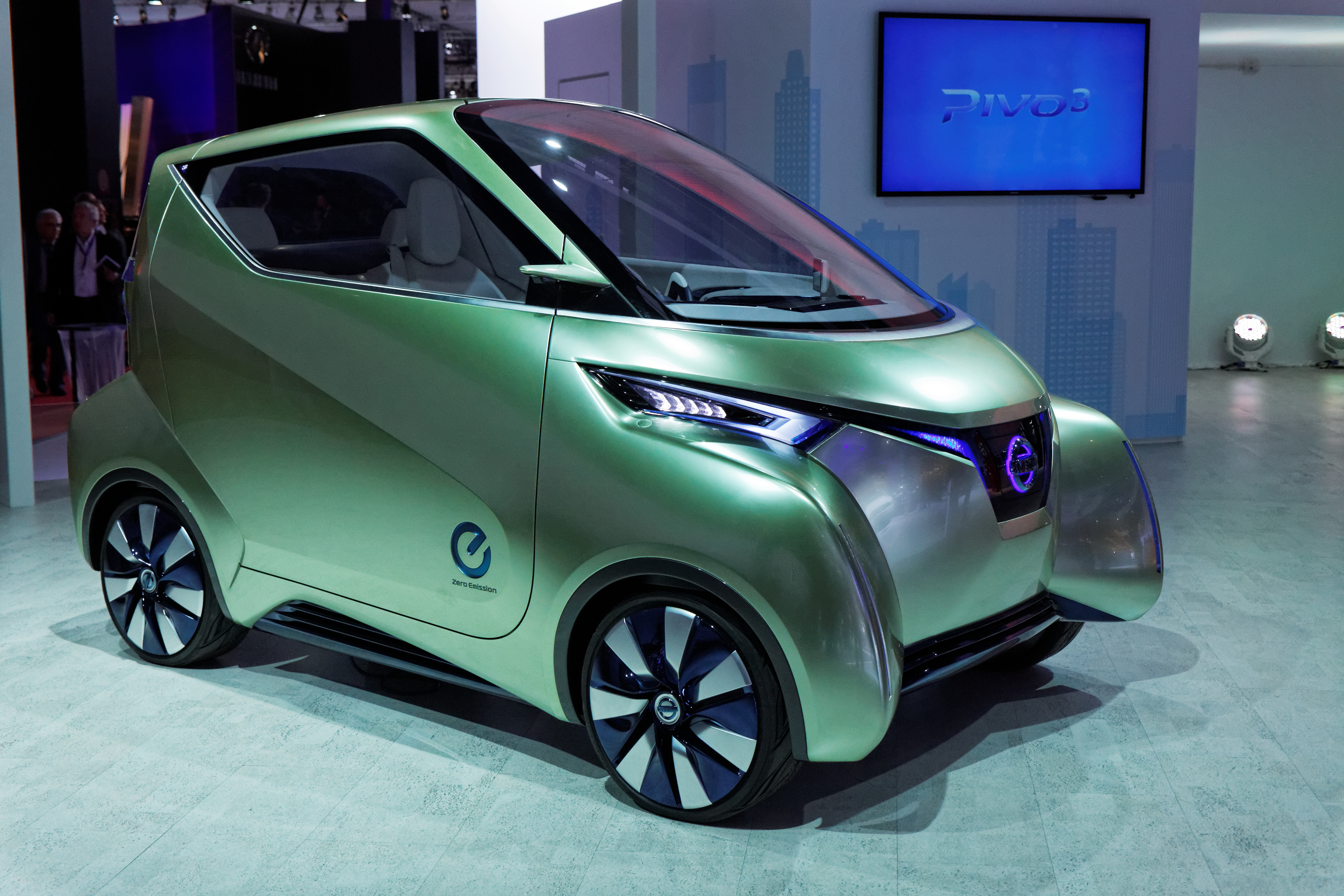
Pivo 3

Ende 2011 wurde der Pivo 3 vorgestellt. Die Länge des Dreisitzers beträgt weniger als drei Meter. Er hat ein automatisches Einparksystem AVP (Automated Valet Parking), das selbstständig Parkplätze ortet und ansteuert. Auch kümmert er sich automatisch um das Wieder-Aufladen. Mit einem Smartphone-Anruf kommt er zurück zur Parkplatzausfahrt. Die Außenspiegel wurden durch Kameras ersetzt.